# توماس كيل
توماس كيل هو مدرس وفلاح وسياسي أمريكي، ولد في 17 سبتمبر 1848 في أندرهيل في الولايات المتحدة، وتوفي في 3 فبراير 1941 في فوند دو لاك في الولايات المتحدة. نشط حزبياً في مستقل. وقد انتخب عضو مجلس النواب الأمريكي ‏.